# Cañizal
Cañizal è un comune spagnolo di 635 abitanti situato nella comunità autonoma di Castiglia e León.